# Toma de Malinas
El saqueo inglés de Malinas, también conocido como la Furia inglesa en Mechelen o la Captura de Mechelen, fue un hecho bélico en la Guerra de los Ochenta Años que tuvo lugar el día 9 de abril de 1580. La ciudad de Malinas fue conquistada por las fuerzas calvinistas de Bruselas que incluían un gran contingente de mercenarios ingleses. La ciudad fue brutalmente saqueada y sus tesoros religiosos destruidos o saqueados por estas fuerzas.

## Antecedentes
En 1579, el Señorío de Malinas fue uno de los pocos territorios de los Países Bajos que se habían mantenido leales al Rey de España. La mayoría de las ciudades circundantes, como Amberes, Bruselas y Gante, estaban gobernadas por calvinistas. En 1580 se hicieron planes para hacerse cargo de todas las ciudades leales restantes y arrebatar al ejército español cualquier fortaleza detrás de la línea del frente.

La línea del frente en 1580

## Malinas saqueada
El alcalde calvinista de Bruselas, Olivier van den Tympel, reunió una fuerza militar apoyada por tropas inglesas al mando de John Norreys y escocesas al mando del capitán Stuart. Después de una corta batalla contra la «Schutterij» o milicia cívica de Malinas y las tropas españolas, la ciudad fue tomada fácilmente.
Sin embargo, los ingleses se volvieron contra la población y saquearon casas, iglesias y monasterios. Unos sesenta civiles fueron asesinados y el arzobispo Mathias Hovius se escondió en un armario durante tres días y luego huyó de la ciudad, vestido como un campesino. El fraile carmelita Petrus de Wolf participó en la defensa de la ciudad y fue asesinado por el mismísimo John Norreys con sus propias manos.
Malinas permaneció bajo el dominio calvinista hasta que fue reconquistada el 19 de julio de 1585 por los españoles bajo el mando de Alejandro Farnesio, duque de Parma como una de las últimas ciudades en el sur de los Países Bajos.
El evento de 1580 fue conocido como la Furia inglesa después de la Furia española que azotó la ciudad en 1572. Sin embargo, el saqueo cometido por los ingleses en la misma villa fue mucho más prolongado e intenso que el perpetrado por los españoles (el saqueo inglés duró cerca de un mes). Además de los crímenes habituales en este tipo de eventos, como los asesinatos y violaciones, algunos ingleses llegaron al extremo de arrancar las lápidas de los sepulcros para venderlas después en Inglaterra. El 9 y 10 de julio Van den Tympel intentó un ataque sobre Halle, siendo repelido por las tropas españolas y los civiles católicos.
La ciudad permanecería en manos de las Provincias Unidas, hasta su recuperación por las tropas españolas el 19 de julio de 1585.